# Ana Seabra
Ana Cristiana Teixeira Seabra (Montpellier, 31 de julio de 1977), más conocida como Ana Seabra, es una exjugadora de balonmano portuguesa y, actualmente, entrenadora de balonmano. Reconocida por su papel en el desarrollo del balonmano en Portugal, Seabra ha contribuido tanto desde las pistas como desde los banquillos, convirtiéndose en una de las figuras más influyentes de este deporte en su país.

## Trayectoria como entrenadora
Tras su retirada como jugadora profesional, Seabra se dedicó a la formación y dirección técnica. Ha sido entrenadora de varios equipos de balonmano femenino de base (São Bernardo, AC Alavarium, Artística de Avanca,...) que compaginaba con su cargo de entrenadora de los equipos de base de la Selección Portuguesa. En 2021 fichó por la federación caboverdiana para dirigir a la Selección femenina. En 2022 fichó por el Atlético Guardés, en el que estuvo de segunda entrenadora hasta la salida de Abel González. En 2024 ejerció de segunda de Cristina Cabeza hasta la destitución de la entrenadora y la temporada 2024/25 fue su primera tempora completa como primera entrenadora, en la que terminó como campeona de la liga regular lo que le ayudó a firmar una temporada más.

### Clubes
- 2022-Act.:  Club Balonmano Atlético Guardés
- 2021-22:  AA Sao Pedro do Sul

## Carrera como jugadora
Empezó a jugar al balonmano en su época cadete. Con 14 años entró en el programa de captación de talento de la Federación Portuguesa. Durante su etapa como jugadora, Ana Seabra formó parte de la selección nacional portuguesa, representando al país en numerosas competiciones europeas e internacionales. 

### Clubes
- 1995-02:  Colégio de Gaia
- 2002-09:  Madeira SAD
- 2009-12:  Gil Eanes
- 2012-14:  Alavarium

## Títulos y trofeos
- 11 x Ligas de Portugal
- 9 x Copas de Portugal[1]
- 8 x Supertaças de Portugal